# 相国
相国（しょうこく）は、中国の漢代における廷臣の最高職。現代では元首が政務を総攬する国（大統領制の国や君主が任意に政府要職者を任命できる国）の首相に類似する。この官職は、戦国時代以前から「相邦」と呼称されていたが（例：秦の呂不韋）、劉邦（高祖）が帝位に即いたことで、避諱に触れることとなるので、「邦」と同じ意味を持つ「国」の字が用いられることとなった。
研究者によっては、鎌田重雄のように春秋戦国時代に相邦の権威が高まり、君主権を干犯しかねない状況が相次いだので、副宰相というべき「丞相」が設けられ、これが宰相を指すことになっていったという説もあるが、詳細は不明である。
相国として初めてこの職に就いたのが高祖の功臣の筆頭とされた蕭何であり、次いで就任したのが、蕭何に次ぐ功臣とされた曹参であったことから、相国職はこの二人に匹敵するだけの功績のあるものしか就任出来ない、否この二人だけのものである、とする考えが、ある種の不文律として漢代を通じて存在することとなった。そのため、呂雉の甥で後事を託され謀反を起こして殺害された呂産を例外とすれば、後漢の末に董卓が相国に就任するまでは、ある種の永久欠番のようなものとなっていた。つまり、相国の名称がこの二人の代名詞となっていたのである。『史記』に於いて、蕭何と曹参それぞれの伝記が『蕭相国世家』・『曹相国世家』と呼称されているのはこのことによる。
この職は日本にも律令制やそれに伴う文物とともに輸入され、日本の律令制度下に於ける太政官の最高職である太政大臣の唐名となった。平清盛が「入道相国」と呼ばれたり、足利義満が京都御所の近くに立てた寺の名前が「相国寺」であるのも、歴代の徳川将軍の位牌に「正一位大相国○○院殿」と記されているのも、彼らが生前に太政大臣に就任、若しくは死後に朝廷からこの官位を贈られたからである。

## 中国王朝の相国就任者
| 秦 - 樛斿 - 張儀 - 楽池 - 田文 - 楼緩 - 魏冄 - 燭寿 - 范雎 - 蔡沢 - 呂不韋 - 杜倉 趙 - 肥義 - 趙成 - 楽毅 - 廉頗 - 夏説 - 貫高 魏 - 彭越 | 前漢 後漢 公孫淵燕王国 - 王建 三国 西晋、東晋 丘沈（劉尼） - 張昌 | 十六国 南北朝 南朝 北朝 隋 - 李淵 - 王世充 唐 - 朱全忠 呉王国（明朝前身） - 李善長 - 徐達 |